# شهرستان کانگله
شهرستان کانگله (به لاتین: Kangle County) یک منطقهٔ مسکونی در چین است که در ولایت خودمختار لینشیا واقع شده‌است.